# Staffel (economie)

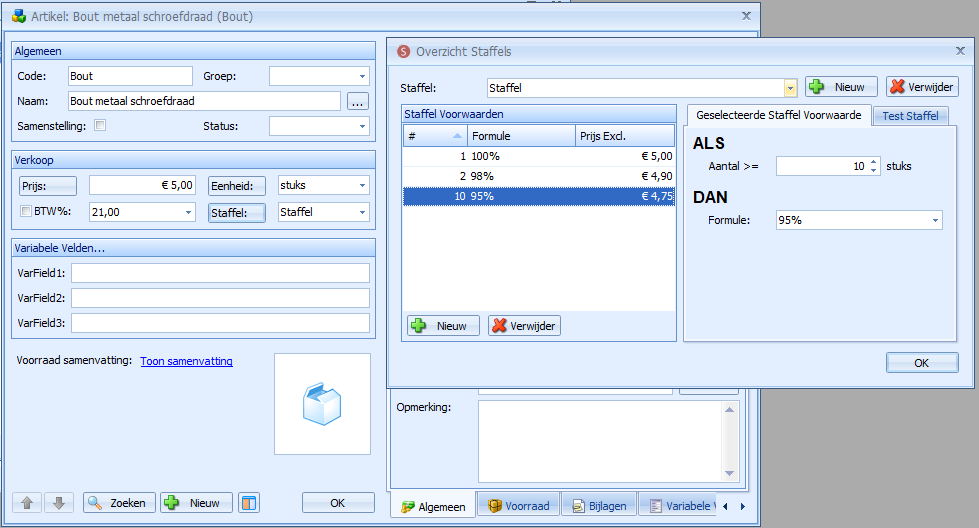
Voorbeeld Staffel in facturatieprogramma Winkin' 9

Een staffel is een bedrag of percentage dat bij een zekere variabele wordt toegepast en dat afhankelijk is van een andere variabele. In de handel wordt de term gebruikt voor een kwantumkorting. De korting wordt toegepast op de prijs van goederen of diensten en de variabele waarvan de korting afhangt is dus het kwantum: de afgenomen hoeveelheid van het product of de dienst. Hoe groter de afname, des te groter ook de korting. De term 'staffel' wordt zowel gebruikt voor een hele prijstabel als voor een individuele 'trede' in de korting. 
Bijvoorbeeld:
- Product X wordt bij een gelijktijdige afname van 1-9 stuks verkocht voor €15,00 per stuk.
- Product X wordt bij een gelijktijdige afname van 10-99 stuks verkocht voor €10,00 per stuk.
- Product X wordt bij een gelijktijdige afname van ten minste 100 stuks verkocht voor €8,00 per stuk.

In dit specifieke voorbeeld worden drie staffels benoemd, terwijl de hele tabel ook wel een 'staffel' (of 'staffeltabel') wordt genoemd. 
In de financiële sector wordt ook met staffels gewerkt: banken hanteren rentestaffels waarbij het rentepercentage afhangt van de tijdsduur van een lening of een deposito.  
Verzekeraars hanteren bij schadeclaims van derden een staffel voor de 'verhaalskosten', waarbij het staffelbedrag (of: percentage) afhangt van de hoofdsom van de schade.   
Bij arbeidsongeschiktheidsverzekeringen geldt soms ook een staffel: er wordt een percentage arbeidsongeschiktheid gekoppeld aan een zekere aandoening.   
Een staffel waarmee iedereen te maken heeft, is die van de inkomstenbelasting: het belastingpercentage is afhankelijk van de omvang van het inkomen. Hierbij wordt niet één percentage gehanteerd dat varieert met het totaal maar meerdere percentages voor bepaalde intervallen, de zgn. 'treden'.     